# Complexul Electra
În psihologia neo-freudiană, complexul Electra, după cum este denumit de Carl Gustav Jung, reprezintă competiția de natură psihosexuală a unui copil cu mama pentru posesia tatălui. Pe parcursul dezvoltării psihosexuale, complexul se află în stagiul falic al unei fete; formarea unei identități sexuale discrete, o experiență similară petrecându-se și în cazul băieților datorită existenței complexului Oedip. Complexul Electra apare în faza a treia a dezvoltării psihosexuale – stagiul falic (între 3-6 ani) – dintre cele 5 existente: 1. Oral, 2. Anal, 3. Falic, 4. Latent, 5. Genital – în care sursa de plăcere se localizează în diferite zone erogene ale corpului copilului.
În teoria clasică psihoanalitică, identificarea copilului cu părintele de același sex reprezintă un moment cheie pentru instalarea complexului Electra și cel al lui Oedip; experiență psihologică definitorie pentru dezvoltarea un rol sexual matur și o identitate. Sigmund Freud s-a orientat însă către o altă abordare conform căreia fetele și băieții își soluționează altfel complexele: ea prin conștientizarea și invidia față de faptul că nu are penis, iar el prin anxietatea legată de vătămarea zonei sale genitale; soluțiile eșuate includ posibilitatea apariției nevrozei și a homosexualității. Ca urmare, femeile și bărbații captivi ai complexelor Electra și Oedip în dezvoltarea lor psihosexuală ar putea fi considerați ca având o orientare fixistă asupra tatălui și a mamei dovedită în situația în care partenerul sexual se aseamănă cu unul dintre părinți.

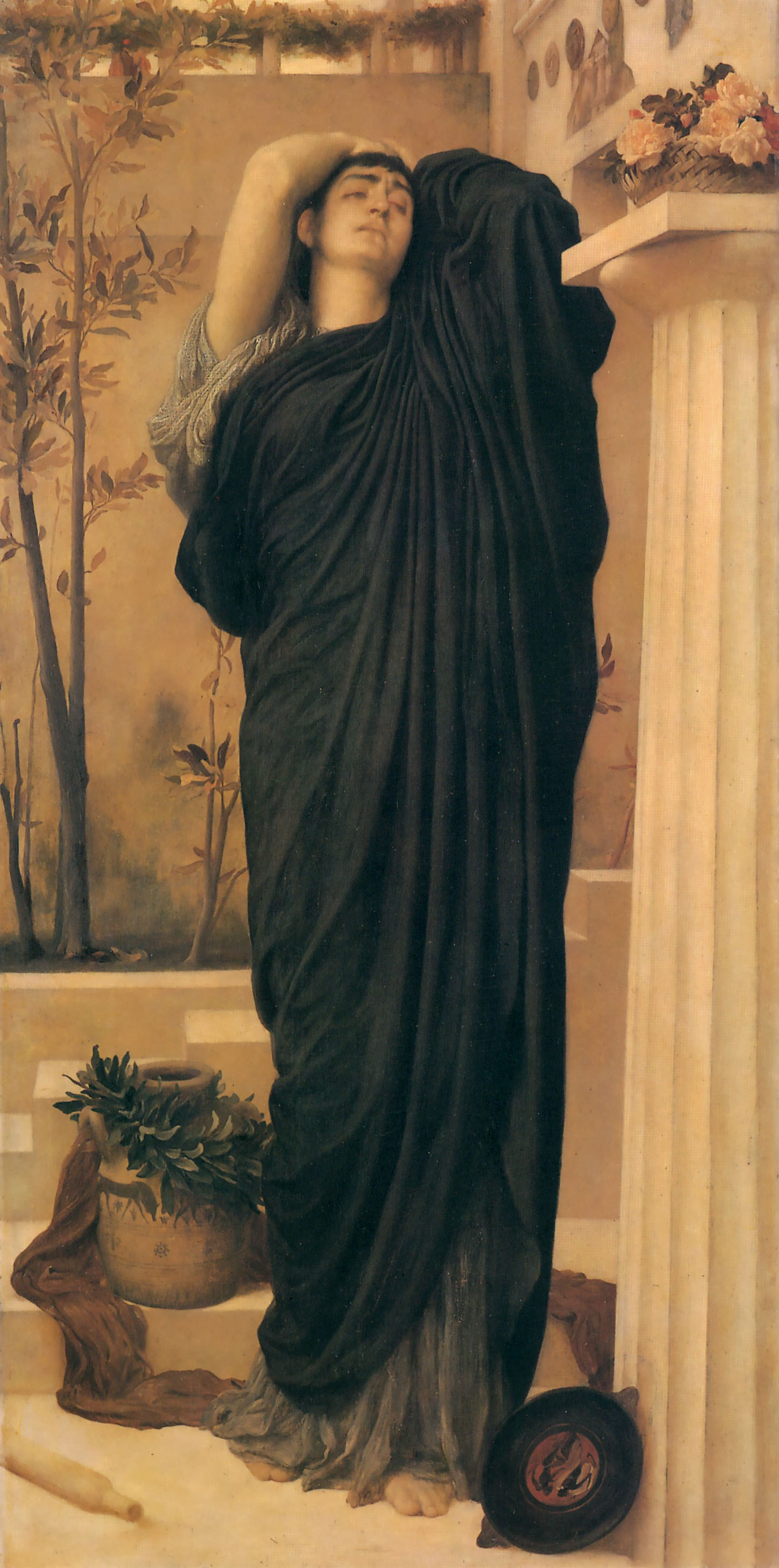
Complexul Electra

## Proveniență
Ca metaforă psihoanalitică pentru conflictul psihosexual dintre fiică și mamă, complexul Electra derivă din personajul mitologic de origine greacă, Electra, apărut în secolul al V-lea Î.H., care a conceput împreună cu fratele ei, Orestes, o răzbunare împotriva mamei lor, Clytemnestra și tatălui lor vitreg, Aegisthus pentru asasinarea tatălui lor biologic, Agamemnon. 
Sigmund Freud a dezvoltat aspectele feminine ale teoriei dezvoltării sexuale - descriind psihodinamica a competiției sexuale dintre fiică și mamă pentru posesia tatălui – determinând astfel două categorii: atitudinea Oepidiană feminină și complexul Oedip negativ;  totuși colaboratorul său Carl Jung este cel care a propus sintagma de „complexul Electra” în 1913.  Freud a respins formularea deoarece a considerat-o inexactă din punct de vedere psihoanalitic:„ ceea ce am spus despre complexul Oedip se aplică strict copiilor de sex masculin și avem astfel dreptul să respingem sintagma „complexul Electra”, care caută să accentueze analogia dintre atitudinea celor două sexe.” 
În formarea identității sexuale, în forma ei discretă(ego), o experiență decisivă de natură psihosexuale a unei fete se manifestă prin complexul Electra – care constă în competiția dintre fiică și mamă pentru posesia tatălui.  Atunci când copii ajung în stagiul falic (între 3-6 ani), ei devin conștienți de corpurile lor, ale celorlalți copii și ale părinților satisfăcându-și curiozitatea de natură fizică prin dezbrăcare și studierea zonelor genitale – centrul erogen- din stagiul falic; ca urmare ajunge să învețe diferențele fizice dintre „bărbat” și „femeie”, precum și dintre „fată”-„băiat”. În momentul în care atașamentul inițial al fetei față de mamă se confruntă cu descoperirea că nu are penis, aceasta își transferă atașamentul sexual către tată și crește competiția sexuală cu mama.

## Caracteristici
Caracterul psihodinamic al complexului Electra în relația dintre mamă și fiică derivă din invidia față de inexistența penisului, cauzată de mamă, care de asemenea a cauzat castitatea fetei; oricum, relegându-se de tată la nivelul atracției sexuale (heterosexualitate), fata își reprimă competiția feminină ostilă din frica de a pierde dragostea mamei. Această internalizare a „mamei” dezvoltă un super-ego de vreme ce fata își fixează o identitate sexuală discretă(ego). Invidia față de conștientizarea inexistenței penisului în plan feminin este de natură biologică, căci realizează că din punct de vedere sexual nu are control asupra mamei, precum identitatea infantilă cere. Ca urmare, fata își orientează dorința sexuală către tată și progresiv către feminitate heterosexuală care culminează printr-o sarcină înlocuind astfel invidia față de inexistența penisului. Ba mai mult decât atât, după stagiul falic, dezvoltarea psihosexuală a fetei include transferul de la zona erogenă primară, clitorisul către vagin în faza adultă. Ca atare Freud consideră atitudinea feminină Oedipus(„Complexul Electra”) a fi mult mai intensă din punct de vedere emoțional decât complexul Oedipus al unui băiat, având astfel posibilitatea existenței în cazul femeilor a  unei personalități mai puțin încrezătoare. 
În cazul ambelor sexe, mecanismele defensive furnizează soluții de tranziție ale conflictelor dintre identitate și ego. Mecanismul defensiv este reprimarea, blocarea amintirilor, a impulsurilor emoționale și a ideilor din mintea conștientă；însă nu revolvă conflictul dintre identitate și ego. Al doilea mecanism defensiv este identificarea prin care copilul incorporează egoul lui sau al ei, caracteristicile de personalitate ale părintelui de același sex; în procesul de adaptare, fata se identifică cu mama, deoarece înțelege că ambele fiind de același sex, nu dețin un penis, deci nu pot fi antagonice.  În cazul în care competiția sexuală față de părintele de sex opus rămâne nerezolvată, poate să apară o fixație a stagiului falic, ducând la dezvoltarea unei femei care își dorește continuu să domine bărbații, fie printr-o seducție aparte(stimă de sine crescută) fie prin obediență neobișnuită(stimă de sine scăzută). În cazul unui băiat, o fixație a stagiului falic poate să conducă la dezvoltarea sa ca o persoană vanitoasă și cu exces de zel. Ca urmare, supreavegherea parentală și soluționarea complexului Electra sunt cele mai importante în dezvoltarea super-ego-ului infantil deoarece prin identificarea cu un părinte, fiica integrează moralitatea, deci alege să se supune regulilor societății în loc să acționeze de frica unei potențiale pedepse.

## Studii de caz
Studiul pacienților dintr-un ospiciu din New York, „Asupra importanței prognosticului al conținutului mental în cazul psihozei maniaco-depresive (1921)”, oferă informații despre 31 de cazuri ale unor pacienți suferinzi de depresie maniacală, 22 (70%) au fost afectați de complexul Electra;  și 12 din 22 de pacienți au regresat către stagiile primare ale dezvoltării psihosexuale. 

## Electra în ficțiune
Ficțiunea permite oamenilor posbilitatea de a identifica protagoniștii poveștilor prin selectarea aspectelor care ar putea să fie conform propriilor dorințe.   Adesea pentru a promova conformismul social, mitul, povestea, teatru sau filmul prezintă o poveste a cărei menire este să sperie oamenii de a-și urma și a acționa conform propriilor dorințe. Pe durata socializării infantile, basmele îndeplinesc o anumită funcție: băieții și fetele se identifică prin intermediul eroilor și eroinelor pe durata aventurilor. Adesea, nenorocirile prin care protagoniștii trec sunt cauzate de (rău) mama vitregă individioasă pe el sau ea și ea este cea care stopează împlinirea dorințelor. Fetele, în special între vârstele de 3-6 ani, se vor identifica mai ales cu eroina pentru care iubirea prințului va înlocui invidia față de inexitența penisului. Mai mult decât atât, basme precum Cenușăreasa au două figuri materne: nașa o învață pe fată că mama vitregă o iubește, deci pentru a se bucura de ea, trebuie să se supună mamei, nu surorilor vitrege. 

## Electra în poezie
Poeta americană Sylvia Plath (1932-1963) admite că poemul Tati (1962) este despre o femeie al cărei complex Electra a rămas nerezolvat, prin confuzia dintre tatăl decedat și soțul de care s-a înstrăinat confruntându-se astfel cu un abandon emoțional.  
Biografii poetei au notat o ironie psihologică despre viața acesteia: își cunoștea tatăl numai timp de 8 ani înainte să moară și își cunoștea soțul de 8 ani înainte să se sinucidă. Soțul i-a fost „tatăl surogat”, aparent psihosexual când i se adresează acestuia ca fiind „tatăl vampir” care a urmărit-o din momentul decesului. Confundând tatăl și soțul, Sylvia Plath indică egalitatea emoțională în viața ei; un complex Electra nerezolvat. 

## Electra în muzică
Debutul trupei Tool offshot band este marcat de albumul A perfect Circle, Mer de Noms și include o piesă Orestes care face o referire clară la mitul Electrei. În cadrul albumului You´re awful, I love you, trupa alternativă Ludo cuprinde o piesă intitulată Complexul Electrei.